# همان‌ددی‌ها
همان‌ددی‌ها (به انگلیسی: Homotherini) تباری منقرض از پستانداران گوشت‌خوار از خانواده گربه‌ایان است. این گربه‌سانان دندان‌خنجری بومی آمریکا شمالی، اروپا، آسیا، آفریقا، و آمریکای جنوبی بودند و از میوسن تا پلیستوسن یعنی از حدود ۲۳ میلیون تا ۱۲ هزار سال پیش زندگی می‌کردند.